# Dolcetto delle Langhe Monregalesi
Dolcetto delle Langhe Monregalesi (auch Dolcetto Langhe Monregalesi) ist ein italienischer Rotwein aus der Provinz Cuneo, in der norditalienischen Region Piemont.
Die Appellation ist seit dem 27. April 2001 in die Appellation Dogliani DOCG aufgenommen worden und seitdem nicht mehr existent.
Seit dem 6. Juli 1974 verfügte das Weinbaugebiet in den Gemeinden Briaglia, Carrù, Castellino Tanaro, Igliano, Marsaglia, Mondovì, Murazzano, Niella Tanaro, Piozzo, San Michele Mondovì und Vicoforte über den Status einer Denominazione di origine controllata (kurz DOC)
Im Jahr 2008 bearbeiteten 72 Winzer 44,96 Hektar zugelassenen Reblandes (meist im Nebenerwerb) und erzeugten 1157 Hektoliter „Dolcetto delle Langhe Monregalesi“. Die Ertragsbeschränkung lag bei 7000 kg Rebenmaterial / Hektar bei einer maximalen Weinausbeute von 70 Prozent; der maximale Hektarertrag lag somit bei 49 hl/ha. Der Dolcetto delle Langhe Monregalesi wurde zu 100 % aus der Rebsorte Dolcetto hergestellt. Eine Mindestausbauzeit war nur für den Dolcetto delle Langhe Monregalesi „Superiore“ vorgeschrieben. Dieser musste 14 Monate lagern, bevor er vermarktet werden durfte.
- Farbe: leuchtendes rubinrot
- Duft: intensiv und weinig
- Alkoholgehalt: mindestens 11 Volumenprozent, „Superiore“ mindestens 12 Volumenprozent
- Gesamtsäure: mindestens 4,5 Promille